# ウンベルト・コエリョ
ウンベルト・マヌエル・デ・ジェズス・コエリョ（Humberto Manuel de Jesus Coelho、1950年4月20日 - ）は、ポルトガル・ポルト出身の元サッカー選手・指導者。主にSLベンフィカの選手として過ごした現役時代、DFであるコエリョは数年の間ポルトガル代表の最多出場記録を保持していた。国際Aマッチに60試合以上出場したが、主要国際大会でのプレー機会には恵まれなかった。選手生活を終えた後は監督として活動し主に母国を含む代表チームを率いている。

## 選手経歴
ポルトガルサッカー史上、最も優秀なストッパーとして見なされるコエリョは18歳でリスボンに本拠地を置くベンフィカのトップチーム入りをする。22歳を迎える前には既にポルトガル1部リーグで100試合以上出場していた。1968年10月27日、コエリョは3-0で勝利した1970 FIFAワールドカップ予選のルーマニア戦でポルトガル代表デビューを果たした。以後15年間、彼は63のキャップ数を積み上げ6得点をマークする。1975年から2年間、コエリョはフランスのパリ・サンジェルマンFCでプレーする。1年目は6得点という数字が示すように、彼はCBというポジションにも関わらず持ち前の攻撃性を見せたがチームはリーグで14位に沈んだ。その後コエリョはベンフィカに復帰すると3度のリーグ優勝と4度のポルトガルカップ優勝に貢献した。1983年4月27日に行われたUEFA欧州選手権1984予選のソ連戦がコエリョにとって最後の代表戦だった。ポルトガルはフランスでの本戦出場権利を獲得したが、負傷の為に欠場を余儀なくされた。ベンフィカでの公式戦を約500試合出場（リーグ戦では360試合50得点）した後、コエリョは選手生活にピリオドを打った。

## 監督経歴
コエリョはSCブラガとサルゲイロスで指導者としてスタートする。その後10年以上のブランクを経て1997年にポルトガル代表監督に就任すると2000年に開催されたEURO2000でチームを4大会ぶりのベスト4に導いた。しかし大会後の契約更新はならなかった。同年の10月、モロッコ代表監督に就任したが、2002 FIFAワールドカップの予選突破を果たせず解任された。2003年にフース・ヒディンクの後任として韓国代表監督に就任したが、AFCアジアカップ2004予選で格下のベトナム・オマーンに連敗、2006 FIFAワールドカップ予選のモルディブ戦でスコアレスドローの失態を演じ、辞任に追い込まれた。その後サウジアラビアのアル・シャバブ・リヤドを短期間指導し、2008年にチュニジア代表を率いることになったが、2009年11月18日に行われた2010 FIFAワールドカップ予選のモザンビーク戦で0-1で敗れたのを受けて、監督を解任された。この敗戦は1998年大会から続いていた同国のワールドカップ連続出場記録を途切れさせるものであった。